# Хом'яківка (Нагірянка)
Хом'яківка (пол. Chomikówka) — колишнє село в Україні, нині — частина селища Нагірянки Чортківського району
 Тернопільської области.

## Топоніміка
Микола Крикун подає наступні варіанти назв с. Хом'яківка, зафіксовані у хронологічному порядку у відповідних джерелах:
- Chomikowka, с. — Подимний реєстр 1629;
- Chomikowka, с. — Кам'янецька земська книга 1638;
- Chomikowka, с. — Комісарський реєстр 1678;
- Chomikowce, с. — Кам'янецька земська книга 1635;
- Homikufka, с. — Комісарський реєстр 1681.

## Історія
Село заснували на початку XVIII ст. вихідці зі Самбора (нині Львівська область).
У Хом'яківці в 1900 році було 919 жителів, 1910 — 1063, 1921 — 990, 1931 — 1127; у 1921 році — 181 двір, 1931 — 216.
У 1961 році офіційна назва перестає вживатись, село стало складовою частиною села Нагірянка.

## Освіта
Діяла школа з польською мовою навчання: за Австрії — 1-класна, за Польщі — 2-класна.

## Соціальна сфера
Діяло товариство «Просвіта» (1925).

## Відомі люди
Народилися
- Василь Дерій (нар. 1959) — науковець, педагог, редактор, поет, літературознавець[4];
- Євстахій Петрас (1923—1945; псевдо «Жук») — учасник національно-визвольних змагань[5][6][7][8].